# کینروس گولد

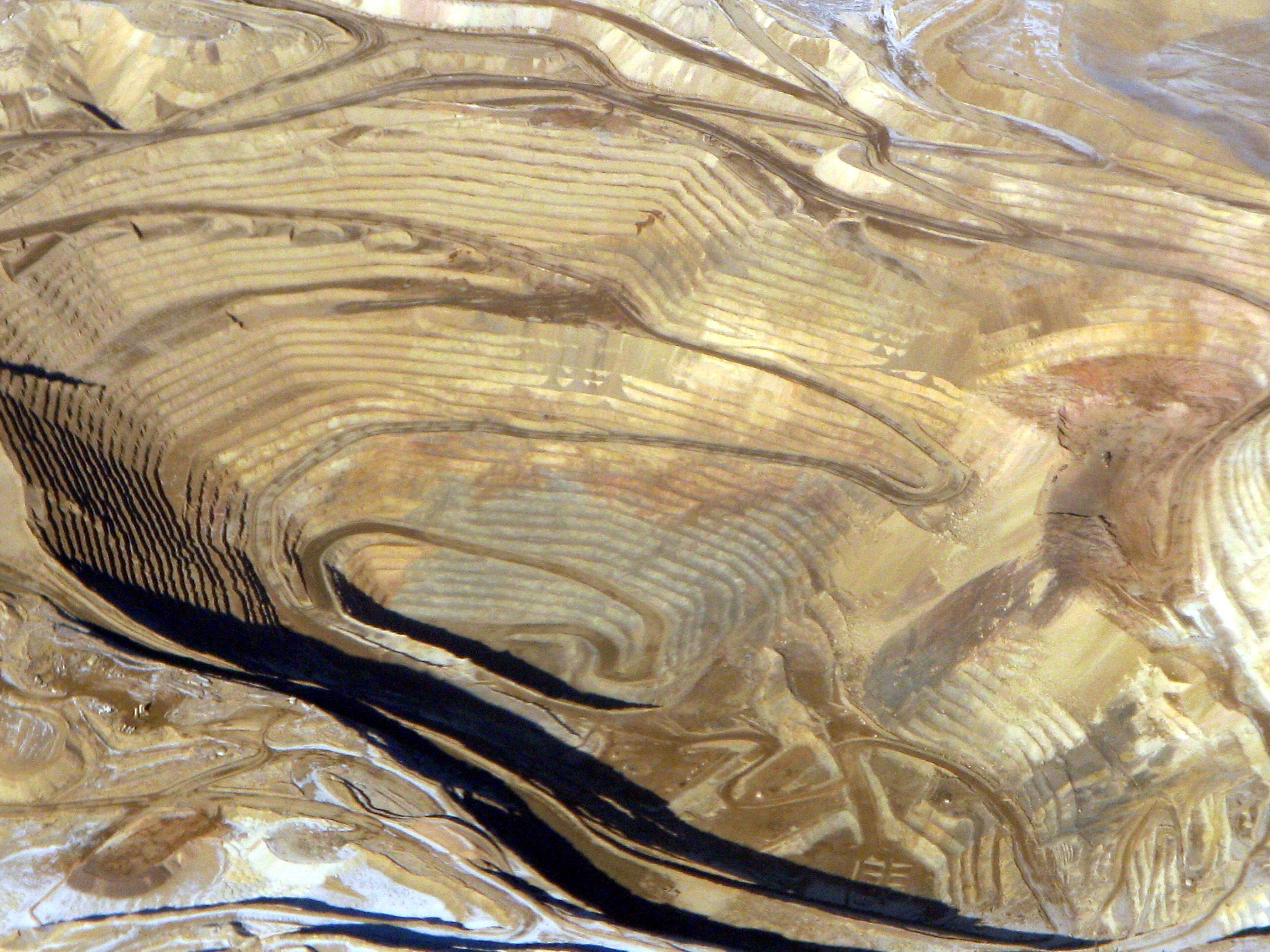
معدن طلای راند ماونتین در نوادا، متعلق به کینروس گولد

کینروس گولد (به انگلیسی: Kinross Gold) شرکت استخراج معدن طلای کانادایی است، که دارای معدن و چندین پروژه استخراج معدن طلا، در کشورهای ایالات متحده آمریکا، برزیل، روسیه، شیلی، موریتانی و غنا می‌باشد.
شرکت کینروس گولد در سال ۱۹۹۳ از ادغام سه شرکت استخراج معدن، توسط رابرت باکن تأسیس شد. این شرکت در ابتدای فعالیتش دارای دو معدن طلا بود، که در بریتیش کلمبیا و نوادا مستقر بودند. شرکت کینروس گولد در طول دهه گذشته از طریق یک سری خریداری و ادغام‌ها، توسعه یافت و هم‌اکنون مالک ۹ معدن طلا می‌باشد.
دفتر مرکزی این شرکت در شهر تورنتو، انتاریو قرار دارد و بخشی از سهام آن در بازارهای بورس نیویورک و بورس تورنتو معامله می‌شود.